# Баранщиков, Василий Яковлевич
Васи́лий Я́ковлевич Бара́нщиков (1756 год, Нижний Новгород — начало XIX века) — русский путешественник, автор книги «Несчастные приключения Василия Баранщикова, мещанина из Нижнего Новгорода, в трёх частях света: в Америке, Азии и Европе, с 1780 по 1787 год».

## Биография
Василий Яковлевич Баранщиков родился в 1756 году в Нижнем Новгороде. Его предки были бобылями нижегородского Благовещенского монастыря. В 1779 году, предъявив в городовом магистрате 2005 рублей наличного капитала, Василий записался во 2-ю купеческую гильдию. Вскоре он открыл кожевенный завод. Выделанные кожи вывозил для продажи в разные города России.
В январе 1780 года Василий Баранщиков, заняв большую сумму денег у нижегородских купцов, с двумя возами кож выехал на ярмарку в Ростов. На ярмарке его ограбили. Не желая встречаться с кредиторами, Баранщиков отправляется в Санкт-Петербург и в октябре 1780 года нанимается матросом на корабль, отплывающим во Францию. В декабре 1780 года корабль прибыл в порт Копенгагена. Группа местных мошенников опоила Баранщикова и обманом доставила на корабль работорговцев. Затем Василий Яковлевич был отвезен на остров Св. Фомы в Вест-Индии и отдан в местные рекруты (при меньшей зарплате, чем была у него на русском торговом судне). Через два месяца, из-за проблем с пониманием датского языка, его обменяли на двух аборигенов с соседнего острова под испанским владычеством. Там он был занят при домашнем хозяйстве в резиденции генерал-губернатора, имел успехи в изучении испанского и был доволен бытом и едой. Однажды, по-вопрошении о своём происхождении супругой генерал-губернатора, ему выдалась возможность поведать о превратностях своей судьбы и тем самым растрогать её, что в итоге поспособствовало его устройству матросом на венецианское торговое судно, отправляющееся в Европу. У берегов Африки был захвачен турецкими пиратами, насильно обрезан в ислам и продан в рабство в Палестину. Через год он бежал в Венецию, затем переехал в Стамбул. Здесь Баранщиков женился против своей воли и служил янычаром в войске султана.
В 1785 году Баранщиков совершает побег и через территорию Болгарии, Молдавии и Польши добирается до границ России. 23 февраля 1786 года он приезжает в Нижний Новгород. На следующий день Баранщикова вызвали в наместническое правление. Субсидирующие его поездку на ростовскую ярмарку купцы требовали возвращения долга с процентами. Поскольку нужной суммы у Баранщикова не было, его приговорили к 15 годам каторжных работ на соляных варницах города Балахны. Но Василию Яковлевичу удалось избежать наказания. Нижегородский епископ Дамаскин заступился за путешественника, пожаловал ему денег и дал пропуск для поездки в Петербург.
7 мая 1787 года Баранщиков приезжает в столицу. Вскоре состоялась встреча Василия Яковлевича с императрицей Екатериной II и высшей знатью Российского государства. Поскольку Баранщиков был первым россиянином, пересёкшим Атлантический океан и побывавшем в Южной Америке и Северной Африке, ему было рекомендовано написать книгу.
Через несколько месяцев в типографии Б. Л. Гека была издана книга «Несчастные приключения Василия Баранщикова мещанина из Нижнего Новгорода в трёх частях света: в Америке, Азии и Европе, с 1780 по 1787 год». Полученный от издания гонорар ушёл на оплату долгов кредиторам, Баранщиков получил возможность вернуться в Нижний Новгород. До конца XVIII века вышло в свет четыре издания книги Баранщикова.
Умер В. Я. Баранщиков в начале XIX века.

## Авторство книги «Несчастные приключения Василия Баранщикова…»
Приключения, описанные в книге Баранщикова, кажутся настолько невероятными, что некоторые русские литературоведы подвергали сомнению не только подлинность самих событий, но и существование героя этого произведения. Например, известный историк и библиограф П. Н. Петров писал, что Василий Баранщиков — лицо вымышленное, а авторство его книги принадлежит петербургскому литератору Фёдору Каржавину. Эту точку зрения поддерживал литературовед и библиограф С. А. Венгеров в своём «Критико-биографическом словаре». Даже в книге В. И. Рабиновича «С гишпанцами в Новый Йорк и Гавану», вышедшей в 70-х гг. XX века, высказывается согласие с этой версией. Однако в 1900 году был обнаружен документ, опровергающий это предположение — «Допрос, снятый с нижегородского купца Василия Яковлевича Баранщикова, явившегося добровольно из-за границы» из «Журнала нижегородского наместнического правления» за март 1786 года. Позже было найдено сообщение киевского наместнического правления нижегородскому губернскому правлению о переходе российской границы в районе Васильковского форпоста близ Киева нижегородским купцом Василием Баранщиковым, «вышедшим из плену», что также подтверждает его существование.